# 1-Bromobutan-2-on
1-Bromobutan-2-on – organiczny związek chemiczny, bromopochodna butanonu, drażniący bojowy środek trujący z grupy lakrymatorów. Jest jasnożółtą cieczą nierozpuszczalną w wodzie. Lotność tego związki wynosi 34 000 mg/m³ w 25 °C, a prężność pary – 15 mmHg (14 °C). Stężenie śmiertelne (LCt50) – 20 000 mg·min/m³.
Po raz pierwszy zastosowały go Niemcy w lipcu 1915 roku. Stosowano go w białym i zielonym krzyżu oraz w niemieckich pociskach artyleryjskich T-Granate (90% bromku ksylilu, 10% 1-bromobutan-2-onu) i francuskich No. 9B (60% 1-bromobutan-2-onu, 20% 1-chlorobutan-2-onu, 20% tetrachlorku cyny)